# Christopher Mac Evoy
Christopher Mac Evoy (ca. 1760 – 26. juli 1838 på Bernstorff Slot) var en skotsk-dansk plantageejer og forretningsmand.
Mac Evoy hørte til en på de dansk-vestindiske øer bosat skotsk familie og var sikkert søn af den planter Christopher Mac Evoy, der 1776 fik dansk indfødsret efter "i 25 Aar at have boet paa St. Croix og selv anlagt og indrettet 10 Plantager der". Hans mor hed Maria Markoe (ca. 1737-1776). Som ungt menneske lærte han handelen først i London og derpå i København, arvede derefter store plantager på St. Croix, hvis drift han selv forestod, og som han bragte i en glimrende tilstand. 1791 syslede han med tanken om at indføre dampmaskinen i Vestindien. Han må i det hele have været teknisk kyndig, thi under sit senere ophold i København søgte og fik han 1819 tilladelse til at anlægge et gasapparat til oplysning af de kongelige palæer på Amalienborg m.m. 1812 boede han i Wimbledon ved London, hvor han var ejendomsbesidder, men fast ophold tog han noget senere i København, hvor han drev et sukkerraffinaderi (ved Gammel Strand) og købte Bernstorff Slot, landstedet Trianglen (1817) samt Dehns Palæ i Bredgade (1820).
Han satte arkitekten G.F. Hetsch i sving med at modernisere palæet i tidens empirestil og tegne møbler til huset, og rummene her hører til de fineste i dansk senklassicisme. Han var så ødsel, at københavnerne troede at kunne betragte hans rigdom som uendelig, hvad der i 1822 førte til, at et frækt bedrageri, der endog benyttede Frederik VI's navn, blev forsøgt imod ham.
26. juli 1838 døde han i sit 78. år på Bernstorff Slot. Han var katolik og døde som ugift.
Han er begravet på Katolsk Assistens Kirkegård i København.
Der findes et portrætmaleri af Jens Juel fra 1791.